# Parkinsonia aculeata
Parkinsonia aculeata — вид багаторічних квіткових дерев родини бобових (Fabaceae). Латинська назва aculeata стосується колючого стебла цієї рослини.

## Біоморфологічна характеристика
Parkinsonia aculeata може бути колючим кущем або невеликим деревом. Виростає від 2 до 8 метрів у висоту, з максимальною висотою 10 метрів. Рослина може мати одне або кілька стебел і багато гілок з пониклими листками. Листя і стебла не запушені. Листки чергові та перисті, 15–20 см завдовжки. Сплощена листкова ніжка окантована двома рядами 25–30 дрібних овальних листочків; листочки незабаром опадають у суху погоду (і взимку в деяких областях), залишаючи зелені листкові ніжки та гілки для фотосинтезу. На гілках у пазухах листків ростуть подвійні або потрійні гострі шипи завдовжки 7–12 мм.
Квітки жовто-оранжеві, запашні, 20 мм у діаметрі, ростуть із довгої тонкої ніжки групами по вісім — десять. Вони мають п'ять чашолистків ≈ 6 мм завдовжки і п'ять жовтих пелюсток, чотири з них більш чисті та ромбоподібно-яйцеподібні, п'ятий подовжений, ≈ 11 мм завдовжки, з більш теплими жовтими і пурпуровими плямами біля основи. Десять тичинок оранжево-червоні з волохатими нитками. Період цвітіння припадає на середину весни (березень і квітень або вересень і жовтень). Квіти запилюють бджоли. Плід 7,5–12 см × 6–10 мм, у зрілому стані світло-коричнева. Біб містить від одного до шести або більше насіння. Тверде насіння до 15 мм завдовжки, видовжене, гладке і частково плямисте. 2n = 28.

## Поширення й середовище проживання
P. aculeata є рідною для південно-західних США і північної Мексики на південь до Галапагоських островів і північної Аргентини. Вид був завезений в Африку, Австралію, Індію, Пакистан та Іспанію.
P. aculeata має високу стійкість до посухи, просто досягаючи нижчого зросту. У вологому та багатому гумусом середовищі вона стає вищим, розлогим тіньовим деревом. Ця рослина віддає перевагу сонячному освітленню, але може рости на різних сухих ґрунтах (піщані дюни, глинисті, лужні та крейдяні ґрунти тощо) на висоті 0–1500 метрів над рівнем моря.

## Використання
Використовується як декоративне дерево і рослина для живоплоту в тропічних районах по всьому світу. У Мексиці листя замочують і роблять ліки від гарячки та епілепсії. Худоба рідко переглядає листя через колючки.

## Інвазивні проблеми
P. aculeata є основним інвазивним видом в Австралії, оскільки він занесений до списку бур'янів національного значення та вважається найгіршим бур'яном Австралії. Це також серйозна проблема в деяких частинах тропічної Африки, на Гаваях та інших островах Тихого океану. Він був завезений до Австралії як декоративне дерево та для затінення близько 1900 року. Зараз він широко розповсюджений у Західній Австралії, Північній території та Квінсленді, охоплюючи близько 8000 кв.км землі, і має потенціал для поширення. Утворює густі зарості, що перешкоджають доступу людей, місцевих тварин і худоби до водних шляхів. Плоди плавають, і рослина поширюється, скидаючи стручки у воду. Кілька методів контролю використовуються для зменшення наявної популяції та поширення P. aculeata в Австралії. Три комахи були завезені в Австралію для біологічного контролю; довгоносики паркінсонії, Penthobruchus germaini та Mimosestes ulkei. Вогонь ефективний для молодих дерев; також застосовують механічне видалення та гербіциди.

## Галерея

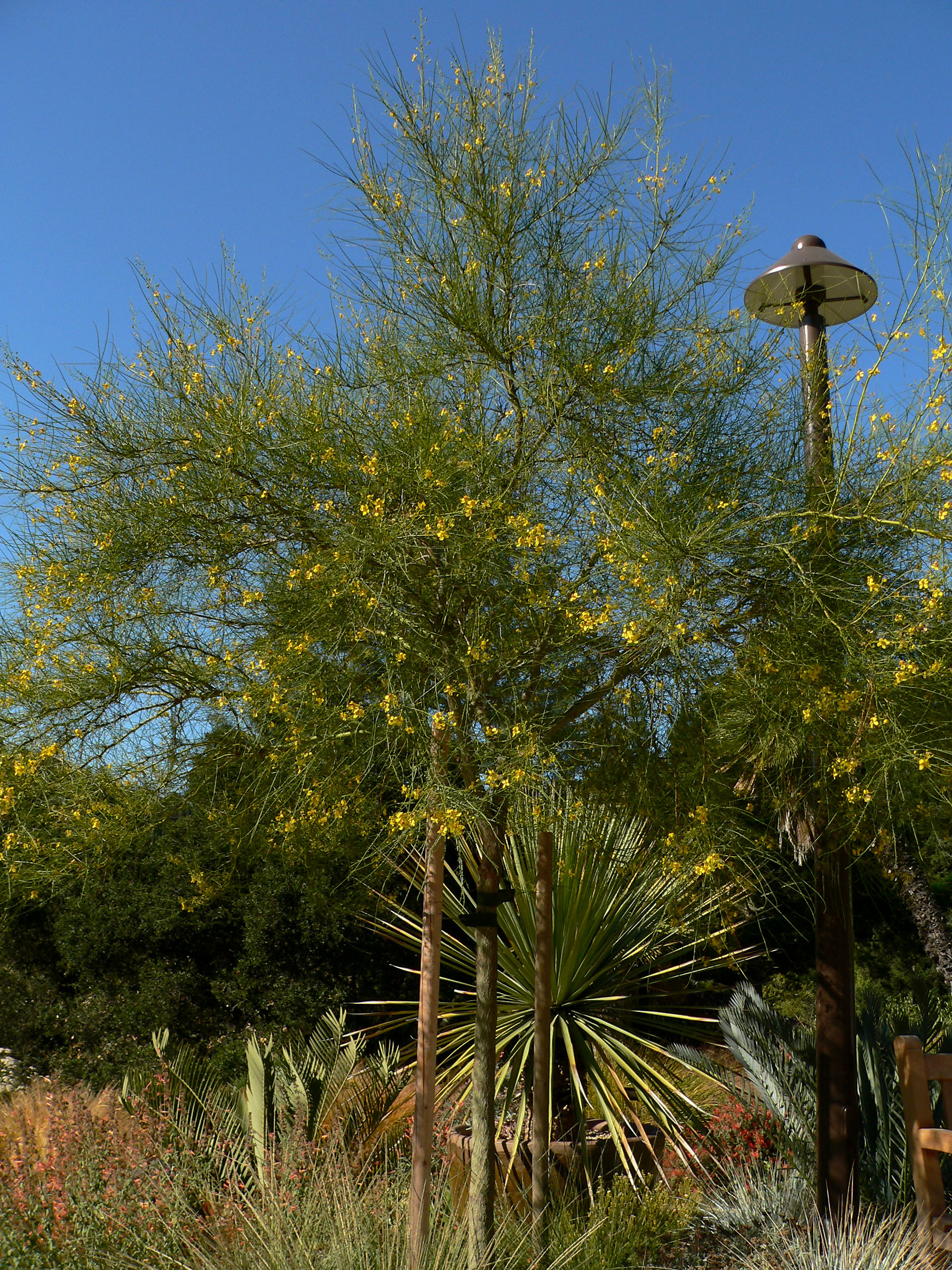
Дерева
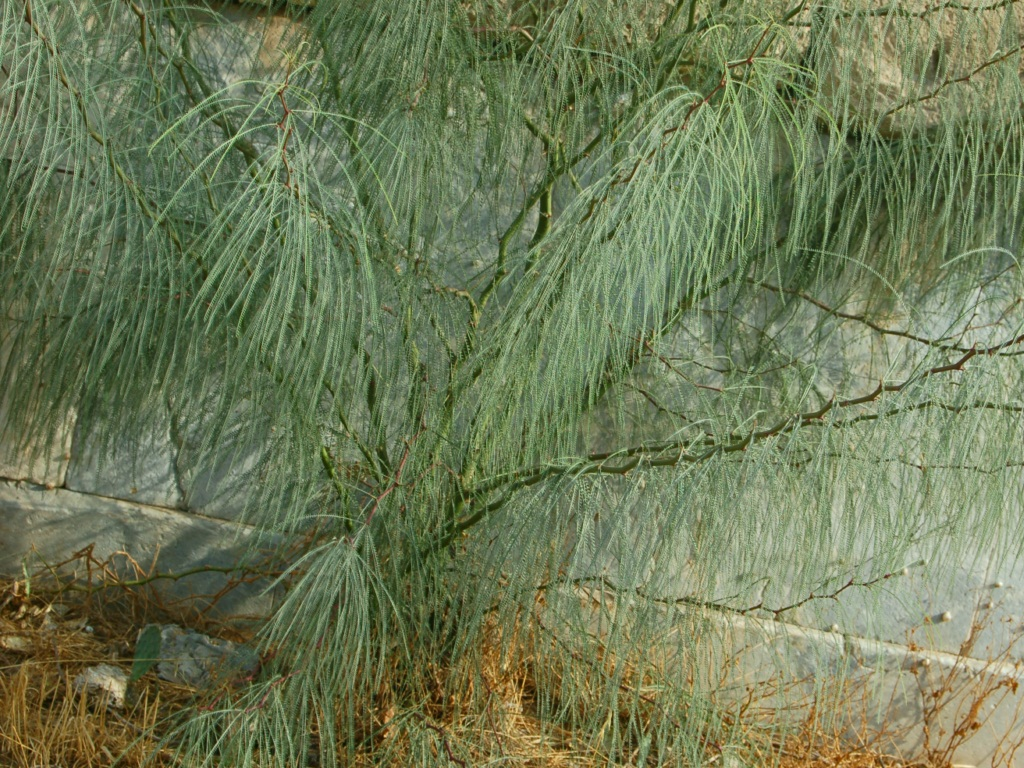
Кущ
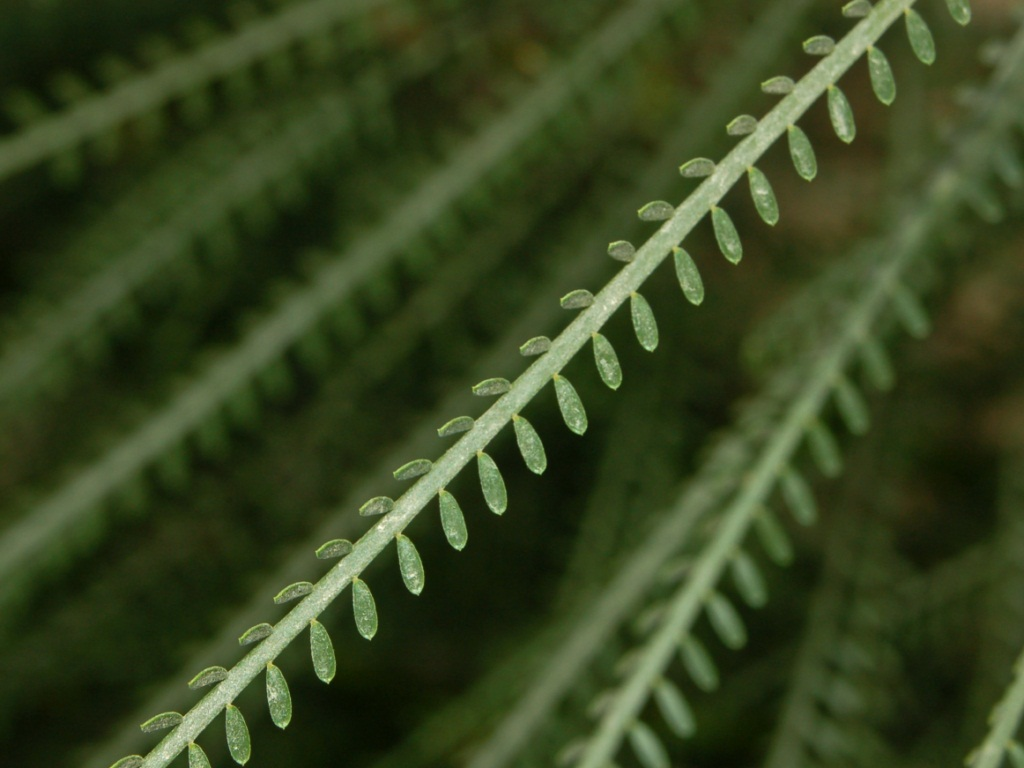
Листочки
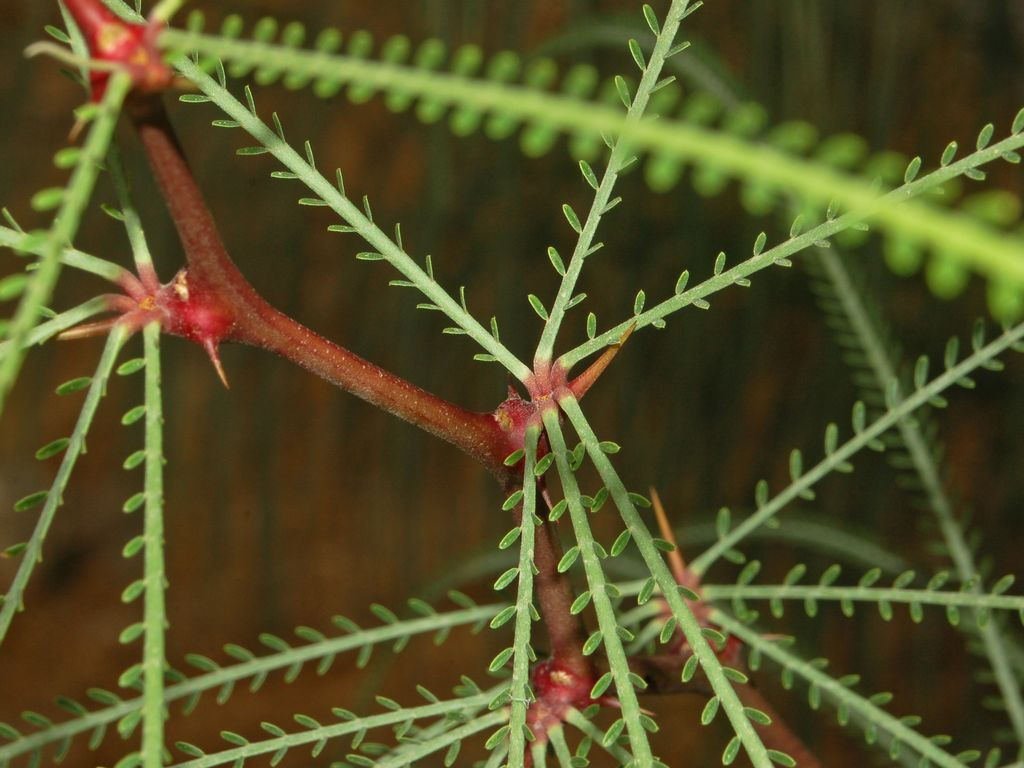
Колючки
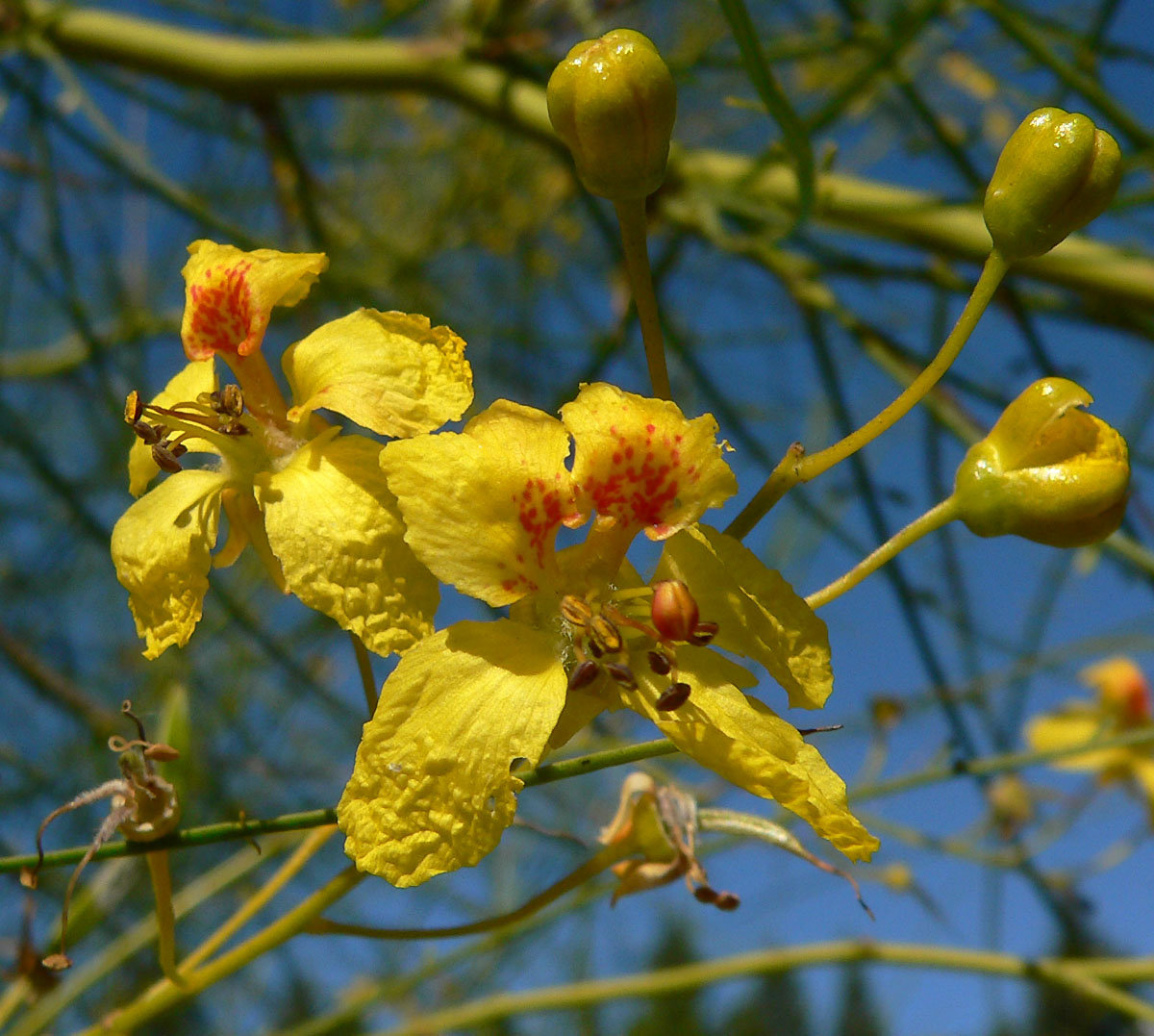
Квітки
Біб і насіння